# Eublemma delicata
Eublemma delicata is een vlinder van de familie van de spinneruilen (Erebidae). De wetenschappelijke naam van deze soort is voor het eerst voorgesteld als Thalpochares delicata door Cajetan Freiherr von Felder, Rudolf Felder en Alois Friedrich Rogenhofer in een publicatie uit 1875.
De soort komt voor in Ethiopië, Kenia, Tanzania, Namibië, Botswana, Zimbabwe, Zuid-Afrika en Eswatini.